# Trox granulipennis
Trox granulipennis är en skalbaggsart som beskrevs av Leon Fairmaire 1852. Trox granulipennis ingår i släktet Trox och familjen knotbaggar. Inga underarter finns listade i Catalogue of Life.